# ウァルダレヌス
ウァルダレヌスもしくはウァンダレヌス (ラテン語: Waldalenus, Wandalenus 6世紀後半 - 7世紀前半)は、フランク王国の分国ブルグンディアにおいての、アルプス山脈・ジュラ山脈間の地域のドゥクス。アウストラシア宮宰（581年 - ?）として、幼少のアウストラシア王キルデベルト2世の摂政を務めた。
ブルグンディアのパトリキウスとしての宮殿はアルレにあった。
ウァルダレヌスはヒベルニア出身のリュクスイユ修道院のコルンバヌスのパトロンとして知られ、西欧におけるヒベルノ・フランク修道院の拡大をもたらした。彼の一族はプロヴァンスに勢力を広げ、7世紀を通じてフランク王国における影響力を保った。彼の親族のエウスタシウスやウァルデベルトは、コルンバヌスの跡を継いで相次いでリュクスイユ修道院長となった。他の親族もブリアンソン、スーザ、アンブラン、ギャップといったアルプス山脈の峠地帯を押さえた。その中にはプロヴァンスのパトリキウスとして、マウロントゥスと争ったアッボなどがいる。
ブルグンディアには、ウィリバド（642年没）を中心とした反対勢力があった。ウィリバドはおそらくブルグント人で、この地に残っていた最後の原住貴族の一人であった。彼はリヨン、ヴィエンヌ、ヴァランスを拠点とし、コルンバヌスやウァルダレヌスの息子たちと争った。
コルンバヌスの年代記を書いたボッビオのヨナスによれば、ウァルダレヌスは貴族の娘フラウィアと結婚したが、子が生まれなかったので、コルンバヌスに子を授かる奇跡をもたらしてほしいと嘆願した。コルンバヌスは夫婦の間に最初に生まれた子を教会にささげることを求め、その約束通りに生まれた長男ドナートゥスは聖職者となった。ドナートゥスはリュクスイユ修道院で教育を受け、ブザンソン司教となった。他に次男クラムネレヌスと2人の娘が生まれた。メロヴィング期の年代記は、この娘たちの名を伝えていない。
フラウィアは、夫の死後にブザンソンに修道女院を建てた。
ウァルダレヌスの家系から出た同名のベーズ修道院長ウァルダレヌスは、後に聖人として崇められたことが677年9月の外交文書で知られている。